# Johann Georg Kulmus
Johann Georg Kulmus (* 1680 in Breslau; † 6. November 1731 in Danzig) war ein deutscher Arzt in Danzig.

## Leben
Kulmus war der 9 Jahre ältere Bruder von Johann Adam Kulmus. Er besuchte das Maria-Magdalenen-Gymnasium und studierte an der Universität Leipzig, der Friedrichs-Universität Halle und der Universität Leiden Medizin. Er graduierte 1702 und wurde 1703 in Halle mit einer Doktorarbeit über die Traumdeutung zum Dr. med. promoviert. Er zog 1704 nach Danzig als Leibarzt des Königs von Polen. Er heiratete Regina Konkordia Tessin, die Tochter eines Danziger Brauers und Schöffen. Der Ehe entsprang der Sohn Johann Ernst Kulmus, der ebenfalls Arzt wurde. Seinerseits in hohem Ansehen, war sein Bruder Johann Adam Kulmus, Stadtphysikus und Lehrer am Akademischen Gymnasium Danzig.   

## Luise
Nach dem Tod seiner Frau heiratete er in zweiter Ehe Katharina Dorothea Schwenk, die Tochter von Nathaniel Schwenk, einem wohlhabenden Kaufmann aus einer Augsburger Patrizierfamilie. Am 11. April 1713 kam die Tochter Luise zur Welt. Sie war religiös, sprach fließend Französisch und interessierte sich für Dichtung – die geborene Frau für Johann Christoph Gottsched. Mit ihrem Mann veränderte Luise Adelgunde Victorie Gottsched die Sprache und die literarischen Neigungen der Deutschen. Ihr beißender Witz nahm die Heuchelei religiöser Fundamentalisten, den (niederen) Adel, Mittelklasseaufsteiger, deutsche Frankophile und Pseudointellektuelle aufs Korn.